# Kärrsjön, Jämtland
Kärrsjön är en sjö i Strömsunds kommun i Jämtland och ingår i Ångermanälvens huvudavrinningsområde. Sjön har en area på 0,199 kvadratkilometer och ligger 363 meter över havet.

## Delavrinningsområde
Kärrsjön ingår i det delavrinningsområde (704833-149807) som SMHI kallar för Mynnar i Sörviksjön. Medelhöjden är 399 meter över havet och ytan är 15,75 kvadratkilometer. Det finns inga avrinningsområden uppströms utan avrinningsområdet är högsta punkten. Vattendraget som avvattnar avrinningsområdet har biflödesordning 4, vilket innebär att vattnet flödar genom totalt 4 vattendrag innan det når havet efter 234 kilometer. Avrinningsområdet består mestadels av skog (92 procent). Avrinningsområdet har 0,2 kvadratkilometer vattenytor vilket ger det en sjöprocent på 1,3 procent.